# Zhongliang, Shapingba
Zhongliang (kinesiska: 中梁) är en köping i sydvästra Kina. Den ligger i stadsdistriktet Shapingba i storstadsområdet Chongqing, omkring 19 kilometer nordväst om det centrala stadsdistriktet Yuzhong. Antalet invånare är 17111. Befolkningen består av 8 248 kvinnor och 8 863 män. Barn under 15 år utgör 11,0 %, vuxna 15-64 år 76 %, och äldre över 65 år 12,0 %.